# Caterina Cybo
Caterina Cybo, född 13 september 1501 i Florens, död där 17 februari 1557, var en italiensk regent. Hon var regent i hertigdömet Camerino som förmyndare för sin dotter Giulia da Varano från 1527 till 1535.